# GrowCut
 (juillet 2014).
GrowCut est un algorithme interactif de segmentation, principalement utilisé pour la segmentation d'image. Il modélise une image au moyen d'un automate cellulaire dont l'évolution constitue le processus de segmentation. Chaque cellule de l'automate se voit attribuer un statut (dans le cas de la segmentation binaire - objet, arrière-plan et vide). Pendant l'évolution de l'automate, certaines cellules capturent leurs voisins. Si une cellule voit son statut changer en objet, elle élargit la zone sélectionnée. Si au contraire elle passe au statut arrière-plan, elle ne fait plus partie de la zone détourée.
Pour pouvoir être utilisé, GrowCut requiert une saisie utilisateur. Cette dernière consiste à dessiner approximativement des traits à l'intérieur de l'objet à détourer à l'aide d'une brosse objet, et à l'extérieur de l'objet avec une brosse arrière-plan. Les cellules non "peintes" prennent le statut vide. Dans des cas simples, seuls quelques traits suffisent pour segmenter l'image.